# Хокон Нессер
Хокон Нессер (швед. Håkan Nesser, нар.. 21 лютого 1950, Кумла) — сучасний шведський письменник, автор численних детективних романів.

## Життя і творчість
Хокон Нессер вивчав соціологію, англійську мову, скандинавознавство, філософію та історію літератури в Уппсальському університеті. Пізніше викладав в гімназії, в цей час він також почав писати художню прозу.
Перший його роман побачив світ у 1988 році (Koreografen (Хореографи)). У 1993 році з'являється роман Det grovmaskiga nätet (Мережа з великими комірками), перший з детективної серії про комісара ван Ветерене. Ця книга у тому ж році була удостоєна премії Шведського детективу як найкращий дебют року і стала бестселером також за межами Швеції. З 1993 по 2003 роки Х. Нессер написав загалом 10 романів про комісара ван Ветерене. Дія в них відбувається у вигаданій письменником якоїсь фантастичної європейській країні зі столицею в місті Маардам. Власні імена героїв та географічні назви в ній не дозволяють з упевненістю ототожнювати її з будь-якою реально існуючою державою. Найбільш часто в романах згадуються країни Північної Європи; в той же час чинна валюта — гульден — припускає, що це Нідерланди. З іншого боку, часто вживаються німецькі, польські чи прибалтійські імена. Поставлені за цим романам кінофільми знімалися в скандинавських країнах.
Поряд з Геннінгом Манкеллем, Хокан Нессер є одним з найвідоміших шведських авторів кримінальних детективів. За його романом Kim Novak badade aldrig i Genesarets sjö (Кім Новак ніколи не купалася в Генісаретському озері), написаному 1998 роцку, в 2005 році був знятий кінофільм; у Швеції він включений до шкільної програми. У 2000—2005 роках за романами про ван Ветерене була також на Шведському телебаченні (SVT) було знято серію фільмів.
У 2006 році письменник своїм романом Människa utan hund (Чоловік без собаки) починає нову детективну серію творів. На цей раз тут діє поліцейський інспектор Гуннар Барбаротті, що працює в Кумлінге — вигаданому Нессером містечку на заході Швеції. Вийшов в її рамках 4-й за рахунком у 2010 році роман — De ensamma (Одинокі), в 2012 — наступний (5-й): Styckerskan från Lilla Burma.

## Нагороди
Письменник був нагороджений премією Шведського детективу в 1993, 1994, 1996, 2007 роках.
У 2000 році за роман Carambole (Карамболь) він був удостоєний скандинавської премії кримінальної літератури Скляний ключ.
У 2002 році Хокан Нессер отримав премію Фінської детектива.

## Твори

### Романи про комісара ван Ветерене
- 1993 Det grovmaskiga nätet
- 1994 Borkmanns punkt
- 1995 Återkomsten
- 1996 Kvinna med födelsemärke (Жінка з родимкою)
- 1997 Kommissarien och tystnaden (Комісар і мовчання)
- 1998 Münsters fall (Справа в соборі)
- 1999 Carambole
- 2000 Ewa Morenos fall (Справа Єви Морено)
- 2001 Svalan, katten, rosen, döden (Ластівка, кішка, троянда і смерть)
- 2003 Fallet G (Випадок G)

### Романи про інспектора Барбаротті
- 2006 Människa utan hund
- 2007 En helt annan historia (Зовсім інша історія)
- 2008 Berättelse om herr Roos (Два життя пана Рооса)
- 2010 De ensamma
- 2012 Styckerskan från Lilla Burma

### Інші твори
- 1988 Koreografen
- 1996 Barins triangel (Трикутник Пана) (три коротких детективних романи)
- 1997 Ormblomman från Samaria (детективне оповідання)
- 1998 Kim Novak badade aldrig i Genesarets sjö (роман про молодь)
- 1999 Flugan och evigheten (Мухи і Вічність) (детективний роман)
- 2002 Kära Agnes! (З любов'ю Агнес!) (детективний роман)
- 2002 Och Piccadilly Circus ligger inte i Kumla (Цирк Пікаділлі знаходиться не в Кумле) (роман про молодь)
- 2004 Skuggorna och regnet (Тіні і дощ) (детективний роман)
- 2005 Från Doktor Klimkes horisont (З точки зору доктора Климко) (оповідання)
- 2009 Maskarna på Carmine Street (роман)
- 2010 Sanningen i fallet Bertil Albertsson?  (роман)
- 2011 Himmel över London (Небо над Лондоном) (роман)

## Доповнення
- офіційний вебсайт Хокана Нессера (шведською мовою)